# Avenida de Gasteiz
La avenida de Gasteiz es una gran avenida y principal arteria de la ciudad de Vitoria, en España. Muy posiblemente, su calle más amplia. Cuenta con 4 carriles, un paseo ajardinado a un lado,  grandes jardineras y frondosos árboles. Cuenta con algo más de 2 kilómetros de longitud, uniendo el puente de Castilla (Puente Juan José Nanclares) con la Plaza de la Constitución. 
En ella se encuentran el Palacio de Justicia, el Palacio de Congresos Europa, apartotel Libere (antiguo Hotel Gasteiz), Hotel General Álava, Parroquia de San Mateo, Parroquia Santa María de Los Ángeles, grandes restaurantes (incluido el prestigioso restaurante Zaldiaran), decenas de cafeterías, inmobiliarias, bancos, ópticas, supermercados, grandes negocios comerciales.